# 混一疆理历代国都之图
混一疆理历代国都之图是一幅朝鲜于太宗二年（1402年；明建文帝四年）画于丝织物上制作的世界地图，遗憾的是没有被保存下来，仅存两幅复制品。地图结合了早期中国、朝鲜和日本的地图，描绘了从西方欧洲、非洲到东方日本的大致形状，不仅阿拉伯半岛画得相对准确，也画出了大体的非洲。
圖中朝鲜遠較真實比例還大上許多，中国则被縮小很多，但位於世界的中心。

## 内容
这幅地图是由两幅早期的中国地图混编而成，分别是元朝的李澤民于1330年的聲教廣被圖和清浚1370年的混一疆理圖。《混一疆理歷代國都之圖》高158.5厘米、寬168.0厘米，現存於日本龍谷大學圖書館。
跋文如下：
天下至廣也，內自中邦，外薄四海，不知其幾千萬里也。約而圖之於數尺之幅，其致詳難矣。故為圖者皆率略。惟吳門李澤民《聲教廣被圖》，頗為詳備；而歷代帝王國都沿革，則天台僧清濬《混一疆理圖》備載焉。建文四年夏，左政丞上洛金公，右政丞丹陽李公燮理之暇，參究是圖，命檢校李薈，更加詳校，合為一圖。其遼水以東，及本國之圖，澤民之圖，亦多缺略。今特增廣本國地圖，而附以日本，勒成新圖。井然可觀，誠可不出戶而知天下也。夫觀圖籍而知地域之邇遐，亦為治之一助也。二公所以拳拳於此圖者，其規模局量之大可知矣。 

## 馆藏
原藏日本京都西本愿寺，后归京都龙谷大学图书馆。